# Pesem Evrovizije 1975
Pesem Evrovizije 1975 so bile 20. Pesem Evrovizije, ki jih je organiziral radio SR Sveriges (švedski radio) in je potekalo v Stockholmu, glavnem mestu Švedske. Prizorišče dogodka je bil na novo zgrajeni Stockholmsmässan v južnem Stockholmu. ABBA je z lansko zmago v Brightonu Švedski dala pravico, da je prvič gostila tekmovanje. Zmagala je skupina Teach-In, ki je v angleščini zapela "Ding-A-Dong", ki predstavlja Nizozemsko.

## Zemljevid
- Zelena = nastopajoče države.
- Rumena = države, ki so že nastopale, a tega leta niso.